# Rivière à la Marte (rivière Bazin)
Pour les articles homonymes, voir Marte et Martre.
La rivière à la Marte est un affluent de la rivière Bazin, coulant au nord du fleuve Saint-Laurent, dans les cantons de Tassé et de Bazin, dans le secteur de Parent de la ville de La Tuque, dans la région administrative de la Mauricie, au Québec, au Canada.

## Géographie
La rivière à la Marte prend sa source à l’embouchure du lac Barrette (longueur : 0,7 km ; altitude : 485 m), dans le canton de Tassé, dans la ville de La Tuque.
L’embouchure de ce lac de tête est située à 13,9 km au nord-ouest de la confluence de la rivière à la Marte, à 18,6 km au nord-est du centre du village de Parent.
À partir de l’embouchure de ce lac, la rivière à la Marte coule sur 27,0 km, selon les segments suivants :
- 4,9 km vers le nord-est en traversant un lac sans nom (longueur : 0,8 km ; altitude : 475 m), puis en traversant le lac Bourguet (longueur : 2,8 km ; altitude : 466 m), jusqu’à la rive est du lac Mauser ;
- 2,3 km vers l’est, en traversant sur 1,7 km un lac non identifié, jusqu’à son embouchure ;
- 2,7 km vers l’est, en formant une courbe vers le nord, jusqu’à la rive nord-est d’un petit lac ;
- 3,6 km vers le sud, en traversant trois petits lacs, jusqu’à la limite du canton de Bazin qui coupe le lac du Nigaud ;
- 10,6 km vers le sud, en traversant le lac du Nigaud (longueur : 1,1 km ; altitude : 440 m) sur sa pleine longueur et deux autres lacs, jusqu’au lac du bas de la rivière ;
- 2,9 km vers le sud en traversant un lac formé par l’élargissement de la rivière, jusqu’au chemin ferroviaire du Canadien National à la confluence de la rivière[2].

La rivière à la Marte se déverse sur la rive nord de la rivière Bazin. Cette confluence est située à :
- 7,4 km à l'ouest du centre du village de Parent ;
- 73 km au nord-est de la confluence de la rivière Bazin ;
- 160 km au nord-ouest du centre-ville de La Tuque.

## Toponymie
Le toponyme Rivière à la Marte a été officialisé le 5 décembre 1968.